# William Burnlee Curry
William Burnlee Curry (1900–1962) angol reformpedagógus, 1931–1957 között a Dartington Hall iskola vezetője.
A Cambridge-i Trinity College-ben végzett fizika szakon. Tanítani a Bedales alternatív iskolában kezdett a 20-as években mint matematikatanár. Néhány év múlva az amerikai Philadelphiában működő Oak Lane Country Day School magániskola vezetője lett (1927–31). A.S. Neill és Bertrand Russell barátja, több pedagógiai könyv szerzője, amelyben elsősorban a Dartington Hall iskolabeli tapasztalatait írja le. 1957-ben nyugalomba vonult, 1962-ben autóbaleset áldozata lett.

## Írásai
- The School, The Bodley Head kiadó, 1934
- Education for Sanity, Heinemann, 1947[3]
- The Case for Federal Union[4]

## Idézet
„Az én nevelésről alkotott filozófiám két alappillére a következő: mély elkötelezettség a gyereket tisztelettel és szeretettel való nevelés iránt, ahol nem a másik ember céljai eléréséhez szükséges eszközként tekintünk rájuk, valami megformálandó gyurmaként; és szinte teljes elköteleződés a béke iránt, egy barátságosabb, egymással figyelmesebben viselkedő populáció iránt. Mindez szenvedélyesen meggátol abban, hogy felelősséget vállaljak a nevelés olyan formáinak éltetésében, mely úgy tűnik, éppen, hogy megnehezíti egy békés világ kialakítását. Soha nem szabad elfelejteni, hogy egy iskola, és különösen egy bentlakásos iskola, egy élő közösség. Megtestesíti, akár tudatosan és szándékosan, akár nem, azt a fajta hozzáállást, amelyen a társadalom és annak tagjai, illetve a tagok közti kapcsolat alapul. Mindennapi életét áthatják jól megszokott elvárások , mint például hogyan fognak tagjai valószínűleg viselkedni, illetve hogyan kellene viselkedniük. Egy értékrend, amely ha nem is teljesen vagy tudatosan megfogalmazott, magától értetődően ott lesz jog- és szabályrendszerében, szankciókban – ha vannak – amelyeket kiró. A megszokott elvárások és a magától értetődő értékek ezen kerete az erkölcsi nevelés legjelentősebb forrása. Kevés kétségem van afelől, hogy sokkal fontosabb, mint bármi más, amit pusztán szavakkal mondunk.”[forrás?]